# Corticeira
A corticeira (Erythrina crista-galli), também chamada eritrina-crista-de-galo, bico-de-papagaio, sapatinho-de-judeu, flor-de-coral, sanandu ou sananduva, é uma árvore da família das leguminosas (Fabaceae), nativa do sul do Brasil, Argentina, Uruguai e Paraguai, podendo atingir 10 metros de altura. Tem um tronco tortuoso, folhas compostas, trifolioladas com folíolos glabros e flores vermelhas de cálice campanulado. O fruto é uma vagem com sementes semelhantes ao feijão. Pertence ao mesmo gênero científico que as demais espécies conhecidas como suinã ou mulungu.

## Etimologia
Sanandu e sananduva são termos originários da língua tupi.

## Sinonímia
- Corallodendron crista-galli (L.) Kuntze
- Erythrina crista-galli L. Var. hasskarlii Backer
- Erythrina crista-galli L. Var. leucochlora A. Lombardo
- Erythrina fasciculata Benth.,
- Erythrina falcata Benth.,
- Erythrina laurifolia Jacq.
- Erythrina pulcherrima Tod.,
- Erythrina speciosa Tod.,
- Micropteryx crista-galli Walp.
- Micropteryx fasciculata Walp.
- Micropteryx laurifolia Walp.

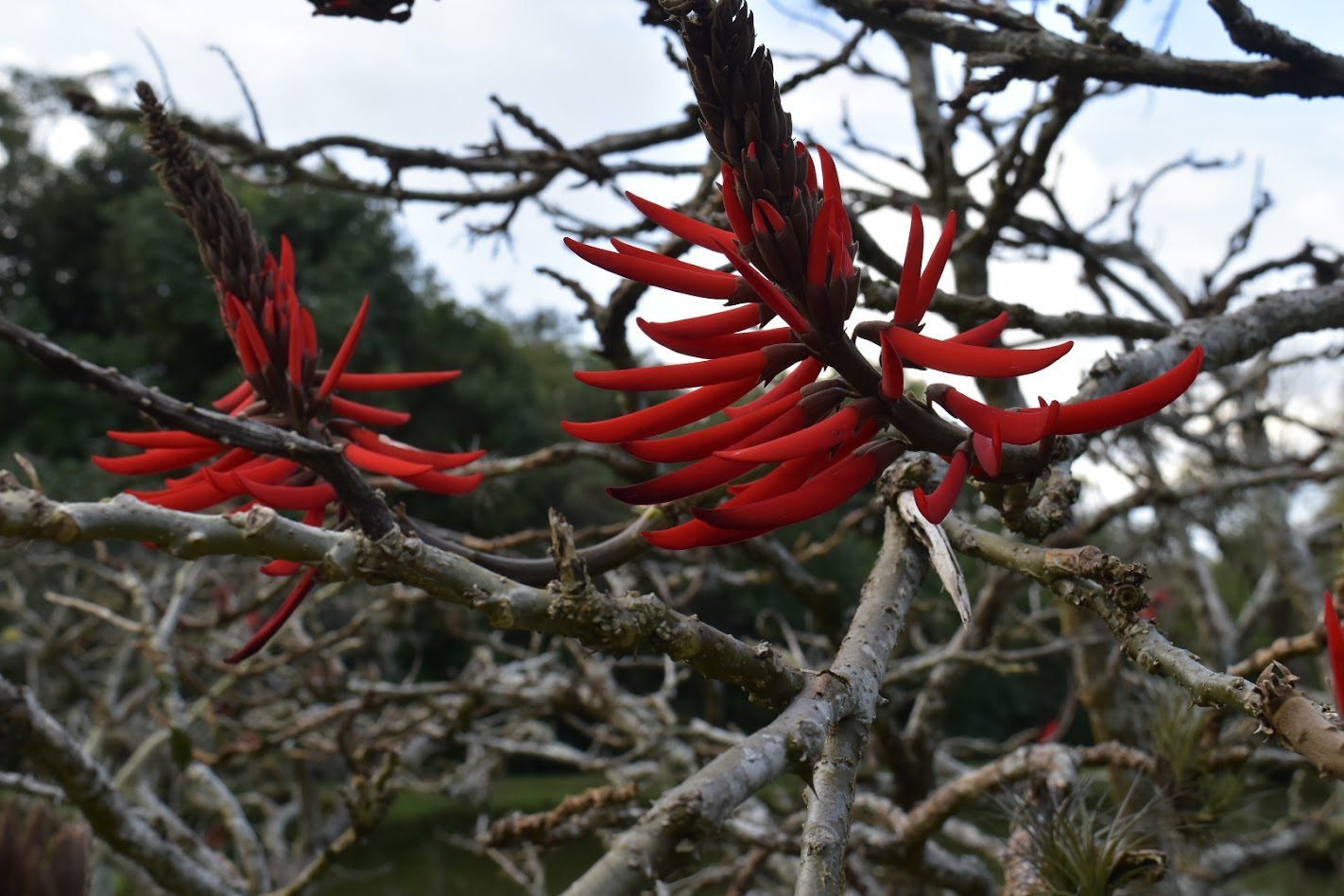
Inflorescências
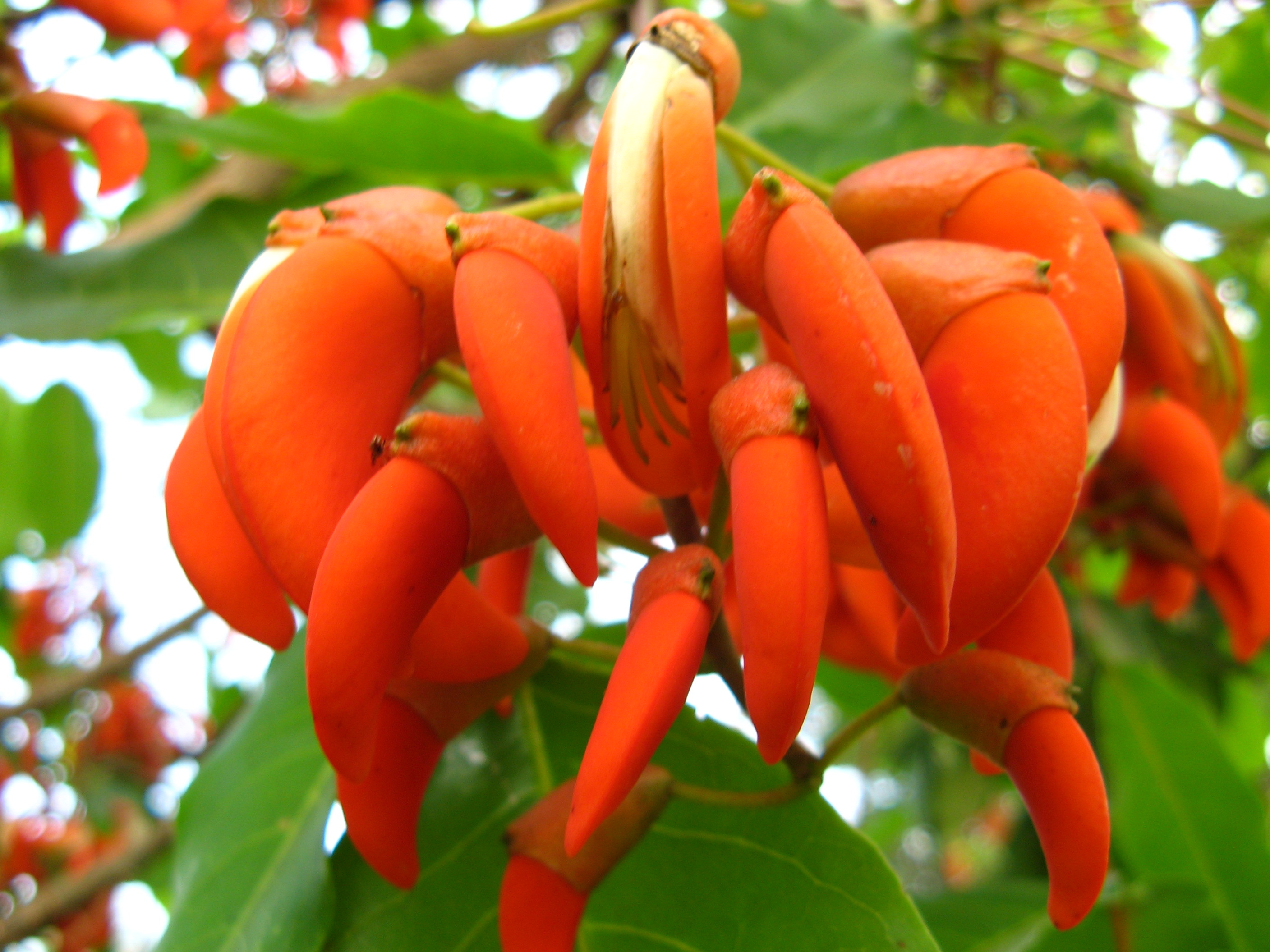
Cacho de flores maduro.
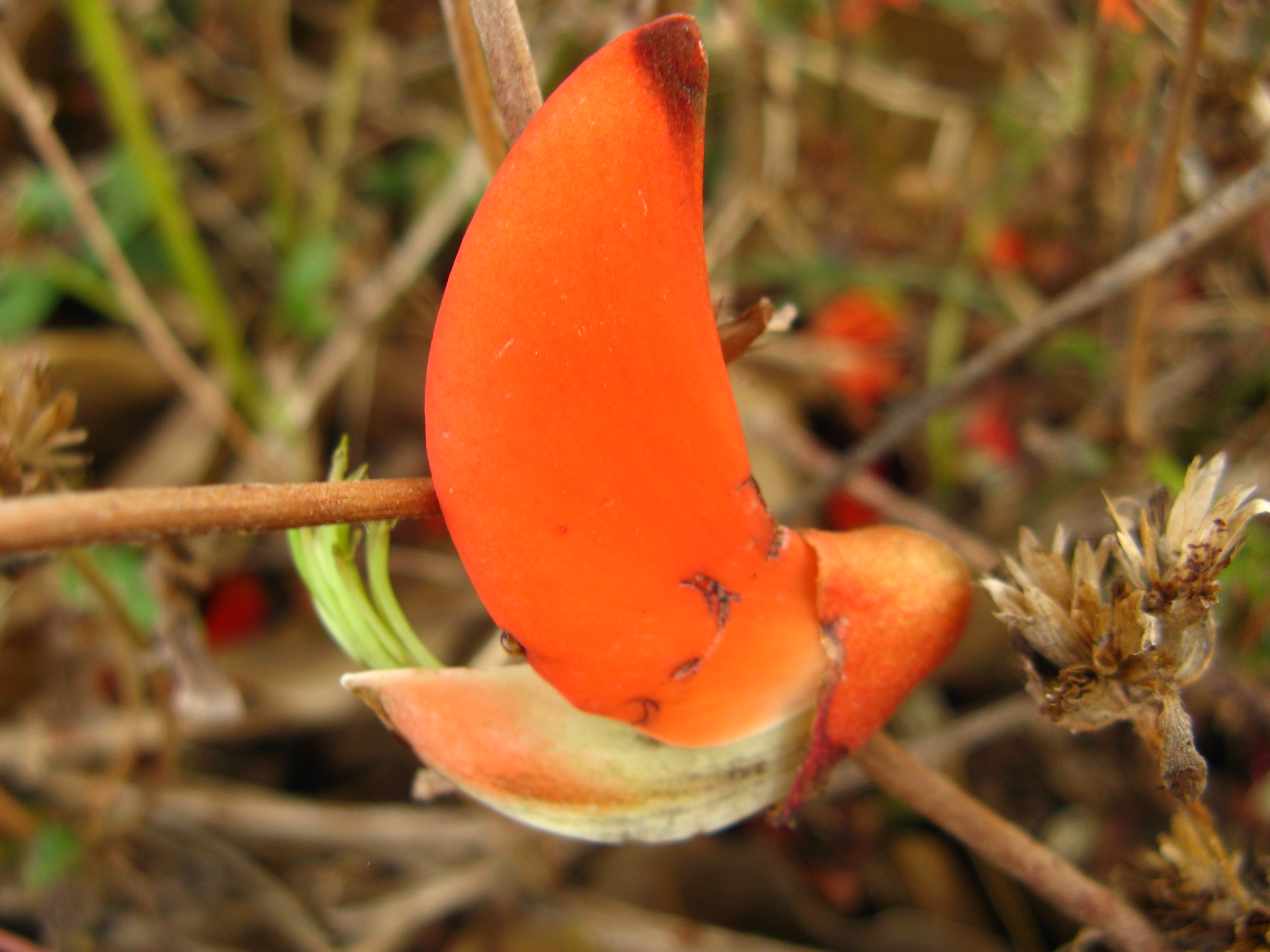
Flores em detalhe.
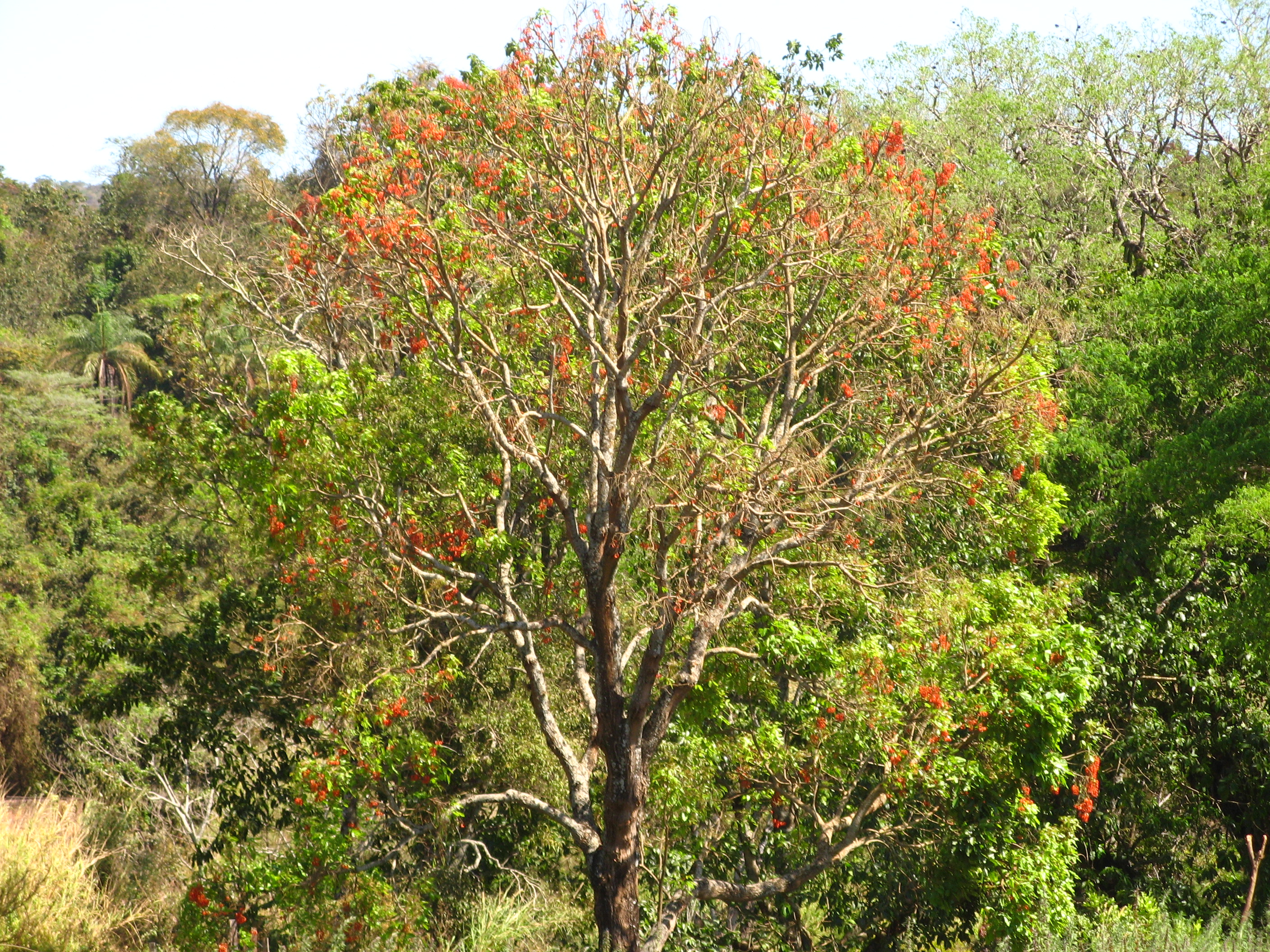
Copa florida.
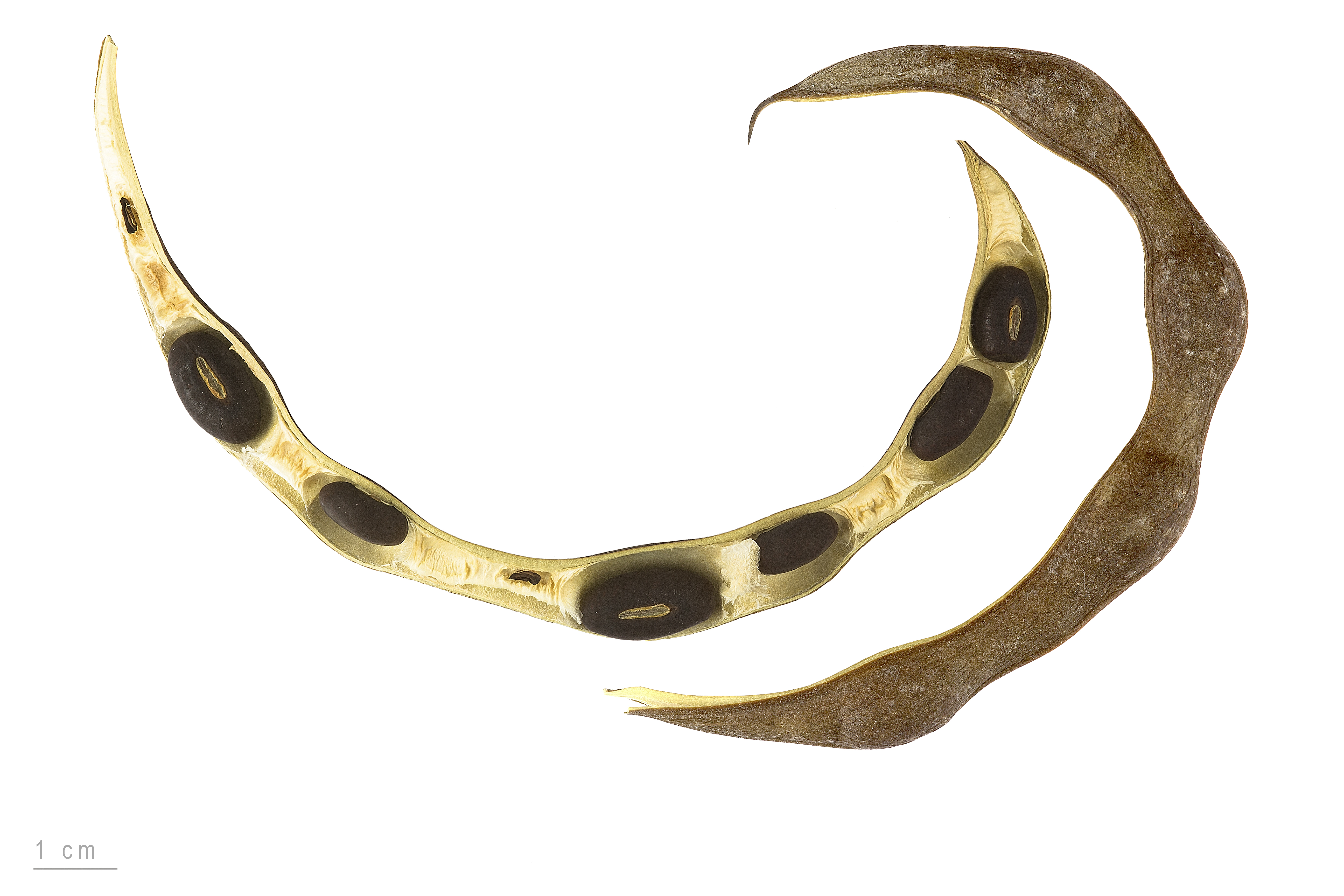
Erythrina crista-galli - MHNT

## Utilização
Tem grande importância para o paisagismo, pois, quando florida, é extremamente ornamental. O que mais chama a atenção é que, durante a sua floração, as folhas caem. Alguns autores denominam essas plantas como sendo floríferas decíduas. Essa característica também ocorre em algumas outras espécies como o ipê e a cerejeira. A flor da corticeira é a flor nacional da Argentina e Uruguai.
Algumas espécies conhecidas popularmente como “corticeira” e "mulungu" são utilizadas medicinalmente devido à ação sedativa.
 Estudos fitoquímicos utilizando vários órgãos dessas plantas, demostraram a presença de alcaloides, flavonoides, pterocarpanos e triterpenóides. Segundo Merlugo, várias espécies são encontradas no Brasil, dentre elas Erythrina falcata e Erythrina crista-galli e o extrato aquoso da E. falcata mostrou-se um potente hipotensor dose-dependente, podendo este efeito estar relacionado com a via dos receptores β-adrenérgicos.